# Chicauma
Chicauma (del mapudungún: Chukaw mawida ‘montaña de chucaos’) es una pequeña localidad rural a orillas del estero Lampa, entre el poblado de Polpaico y el centro de Lampa, Provincia de Chacabuco, en Chile. Fue un antiguo fundo que dio lugar al poblado actual. Su principal actividad económica es la agricultura y más recientemente el turismo sostenible, gracias a la zona de preservación ecológica Altos del Chicauma.